# Mistrzostwa Polski w Short Tracku 2004
Mistrzostwa Polski w Short Tracku 2004 – 8. edycja mistrzostw, która odbyła się w dniach 28–29 lutego 2004 roku w hali widowiskowo-sportowej w Krynicy-Zdroju.

## Wyniki

### Kobiety

#### 500 metrów
Finał
| Miejsce | Zawodniczka       | Klub              | Wynik  |
| ------- | ----------------- | ----------------- | ------ |
| 1.      | Natalia Grajcar   | OMKŁS Opole       | 50,414 |
| 2.      | Agnieszka Bawerna | Juvenia Białystok | 50,766 |
| 3.      | Aida Popiołek     | OMKŁS Opole       | 50,971 |
| 4.      | Anna Romanowicz   | Juvenia Białystok | 51,548 |

#### 1000 metrów
Finał
| Miejsce | Zawodniczka          | Klub              | Wynik    |
| ------- | -------------------- | ----------------- | -------- |
| 1.      | Karolina Regucka     | Juvenia Białystok | 1:46,850 |
| 2.      | Anna Romanowicz      | Juvenia Białystok | 1:47,029 |
| 3.      | Agnieszka Olechnicka | Juvenia Białystok | 1:48,415 |
| 4.      | Aida Popiołek        | OMKŁS Opole       | 3:04,290 |

#### 1500 metrów
Finał
| Miejsce | Zawodniczka          | Klub              | Wynik    |
| ------- | -------------------- | ----------------- | -------- |
| 1.      | Karolina Regucka     | Juvenia Białystok | 2:44,539 |
| 2.      | Aida Popiołek        | OMKŁS Opole       | 2:45,946 |
| 3.      | Agnieszka Olechnicka | Juvenia Białystok | 2:48,484 |
| 4.      | Patrycja Maliszewska | Juvenia Białystok | 2:50,825 |
| 5.      | Agnieszka Bawerna    | Juvenia Białystok | 2:50,928 |
| 6.      | Aleksandra Bagińska  | Juvenia Białystok | 2:59,781 |

#### Superfinał 3000 metrów
Finał
| Miejsce | Zawodniczka          | Klub              | Wynik    |
| ------- | -------------------- | ----------------- | -------- |
| 1.      | Karolina Regucka     | Juvenia Białystok | 5:58,436 |
| 2.      | Aleksandra Bagińska  | Juvenia Białystok | 5:59,005 |
| 3.      | Anna Romanowicz      | Juvenia Białystok | 5:59,548 |
| 4.      | Agnieszka Olechnicka | Juvenia Białystok | 6:00,649 |
| 5.      | Aida Popiołek        | OMKŁS Opole       | 6:02,130 |
| 6.      | Agnieszka Bawerna    | Juvenia Białystok | 6:07,970 |
| 7.      | Patrycja Maliszewska | Juvenia Białystok | 6:16,608 |
| 8.      | Natalia Grajcar      | OMKŁS Opole       | 6:22,217 |

#### Wielobój
Klasyfikacja
| Miejsce | Zawodniczka          | Klub              | Punkty |
| ------- | -------------------- | ----------------- | ------ |
| 1.      | Karolina Regucka     | Juvenia Białystok | 102    |
| 2.      | Aida Popiołek        | OMKŁS Opole       | 47     |
| 3.      | Anna Romanowicz      | Juvenia Białystok | 42     |
| 4.      | Natalia Grajcar      | OMKŁS Opole       | 35     |
| 5.      | Agnieszka Olechnicka | Juvenia Białystok | 34     |
| 6.      | Agnieszka Bawerna    | Juvenia Białystok | 29     |
| 7.      | Aleksandra Bagińska  | Juvenia Białystok | 24     |
| 8.      | Patrycja Maliszewska | Juvenia Białystok | 10     |

#### Sztafeta 3000 metrów
Finał
| Miejsce | Klub                  | Wynik    |
| ------- | --------------------- | -------- |
| 1.      | Juvenia Białystok     | 4:45,872 |
| 2.      | OMKŁS Opole           | 4:45,944 |
| 3.      | Juvenia Białystok II  | 5:02,265 |
| 4.      | Juvenia Białystok III | 5:14,117 |

### Mężczyźni

#### 500 metrów
Finał
| Miejsce | Zawodnik              | Klub              | Wynik    |
| ------- | --------------------- | ----------------- | -------- |
| 1.      | Krystian Zdrojkowski  | Juvenia Białystok | 46,650   |
| 2.      | Przemysław Jurkiewicz | Juvenia Białystok | 47,663   |
| 3.      | Mariusz Wojnowski     | Dwójka Olecko     | 57,819   |
| 4.      | Dariusz Kulesza       | Juvenia Białystok | 1:04,331 |

#### 1000 metrów
Finał
| Miejsce | Zawodnik             | Klub              | Wynik    |
| ------- | -------------------- | ----------------- | -------- |
| 1.      | Krystian Zdrojkowski | Juvenia Białystok | 1:41,526 |
| 2.      | Karol Bobowicz       | Dwójka Olecko     | 1:41,557 |
| 3.      | Dariusz Kulesza      | Juvenia Białystok | 1:41,711 |
| 4.      | Mariusz Wojnowski    | Dwójka Olecko     | 1:42,275 |

#### 1500 metrów
Finał
| Miejsce | Zawodnik             | Klub                   | Wynik    |
| ------- | -------------------- | ---------------------- | -------- |
| 1.      | Dariusz Kulesza      | Juvenia Białystok      | 2:41,069 |
| 2.      | Krystian Zdrojkowski | Juvenia Białystok      | 2:41,131 |
| 3.      | Jakub Jaworski       | Juvenia Białystok      | 2:41,880 |
| 4.      | Zbigniew Bródka      | Błyskawica Domaniewice | 2:44,234 |
| 5.      | Karol Bobowicz       | Dwójka Olecko          | PEN      |
| 6.      | Łukasz Fabiański     | Błyskawica Domaniewice | PEN      |

#### Superfinał 3000 metrów
Finał
| Miejsce | Zawodnik              | Klub              | Wynik    |
| ------- | --------------------- | ----------------- | -------- |
| 1.      | Krystian Zdrojkowski  | Juvenia Białystok | 5:32,122 |
| 2.      | Jakub Jaworski        | Juvenia Białystok | 5:33,221 |
| 3.      | Mariusz Wojnowski     | Dwójka Olecko     | 5:33,592 |
| 4.      | Karol Bobowicz        | Dwójka Olecko     | 5:33,716 |
| 5.      | Przemysław Jurkiewicz | Juvenia Białystok | 5:56,687 |
| 6.      | Dariusz Kulesza       | Juvenia Białystok | 6:05,384 |

#### Wielobój
Klasyfikacja
| Miejsce | Zawodnik              | Klub                   | Punkty |
| ------- | --------------------- | ---------------------- | ------ |
| 1.      | Krystian Zdrojkowski  | Juvenia Białystok      | 123    |
| 2.      | Dariusz Kulesza       | Juvenia Białystok      | 58     |
| 3.      | Jakub Jaworski        | Juvenia Białystok      | 34     |
| 4.      | Mariusz Wojnowski     | Dwójka Olecko          | 34     |
| 5.      | Karol Bobowicz        | Dwójka Olecko          | 29     |
| 6.      | Przemysław Jurkiewicz | Juvenia Białystok      | 26     |
| 7.      | Zbigniew Bródka       | Błyskawica Domaniewice | 8      |
| 8.      | Łukasz Fabiański      | Błyskawica Domaniewice | 0      |

#### Sztafeta 5000 metrów
Finał
| Miejsce | Klub                  | Wynik    |
| ------- | --------------------- | -------- |
| 1.      | Juvenia Białystok II  | 7:43,253 |
| 2.      | Juvenia Białystok     | 7:48,548 |
| 3.      | Juvenia Białystok III | 7:54,596 |
| 4.      | MOSiR Sanok           | 8:08,810 |